# Szigeti szürkeróka

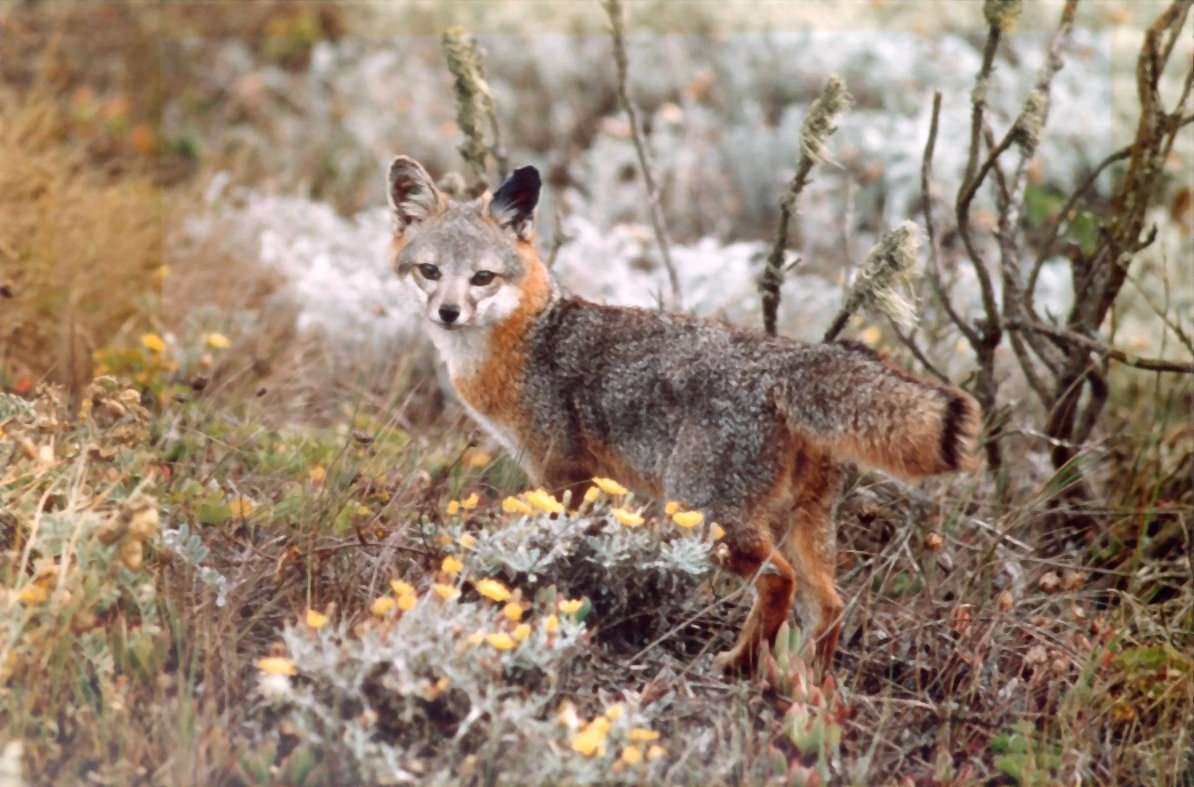

A szigeti szürkeróka (Urocyon littoralis) az emlősök (Mammalia) osztályának a ragadozók (Carnivora) rendjébe, ezen belül a kutyafélék (Canidae) családjába tartozó faj.

## Előfordulása
Kizárólag a Kalifornia államhoz tartozó Channel-szigetek hat szigetén: a San Miguel, a Santa Rosa, a Santa Cruz, a San Nicolas, a Santa Catalina és a San Clemente-szigeten található meg. Természetes élőhelye a préri.

## Alfajai
A szigeti szürkerókának hat alfaja van:
- Urocyon littoralis littoralis
- Urocyon littoralis santarosae
- Urocyon littoralis santacruzae
- Urocyon littoralis dickeyi
- Urocyon littoralis catalinae
- Urocyon littoralis clementae

## Megjelenése
A szigeti szürkeróka kisebb, mint a szürkeróka (Urocyon cinereoargenteus). A legkisebb rókafaj az Egyesült Államokban. A kifejlett hímek testtömege átlagosan 2 kg, a kifejlett nőstények testtömege 1,88 kg. Testhossza fejétől a farkáig 59–79 cm. A farokhossza 11–29 cm. Marmagassága 12–15 cm. Szőrzete szürkésfehér, a hasán fekete-fahéj színű a szőrzete.

## Életmódja
Éjjel aktív. Táplálékai gyümölcsök, rovarok, madarak, tojások, rákok, gyíkok, kétéltűek és kisebb emlősök. A szigeti szürkeróka nem félemlíti meg az embert, de kimutathat agressziót. Könnyű megszelídíteni és általában engedelmes.

## Szaporodása
A szigeti szürkeróka monogámfaj. A párzási időszak késő februártól kora márciusig tart. A vemhesség 50–63 napig tart. Az alomméret 1-5 kölyökből áll. Az ivarérettség 10 hónaposan kezdődik. A szigeti szürkeróka a vadonban körülbelül 4–6 évig él, a fogságban 8 évig is elélhet.

## Természetvédelmi állapota
A szigeti szürkeróka ősellensége a szirti sas. A populációk akkor kezdtek hanyatlani, amikor élőhelyükön a 19. században megkezdődött a bányászat és  szarvasmarhatartás. Az elmúlt 6 évben a szigeteken élő rókák száma (beleértve néhány nem veszélyeztetett alfajt is), hatezerről ezerhatszázötvenre zsugorodott. A Természetvédelmi Világszövetség (IUCN) vörös listáján a kihalófélben lévő kategóriában szerepel. Megtalálható a Channel-szigetek Nemzeti Parkban is.